# Wódka (województwo łódzkie)
Wódka – wieś w Polsce położona w województwie łódzkim, w powiecie łódzkim wschodnim, w gminie Nowosolna, w całości na terenie Parku Krajobrazowego Wzniesień Łódzkich. Zachodnia część miejscowości graniczy z miastem Łódź.
W latach 1975–1998 miejscowość należała administracyjnie do ówczesnego województwa łódzkiego. W 2024 stanowiła część sołectwa Kopanka, w które wchodziła również wieś Kopanka i Dąbrowa.